# Cetingrad
Cetingrad is een gemeente in de Kroatische provincie Karlovac, dicht bij de grens met Bosnië.
Cetingrad telt 2746 inwoners. De oppervlakte bedraagt 140 km², de bevolkingsdichtheid is 19,6 inwoners per km².

## Galerij

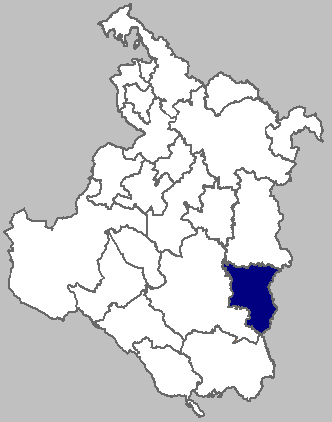
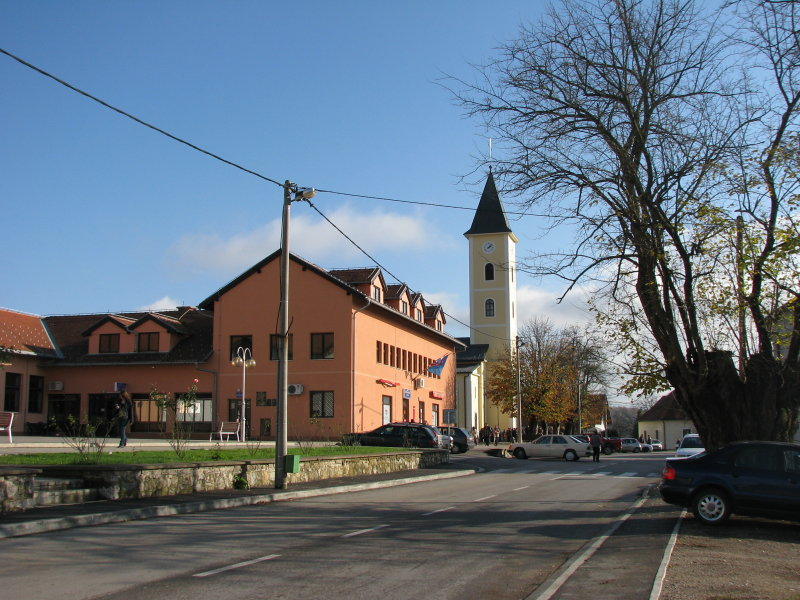
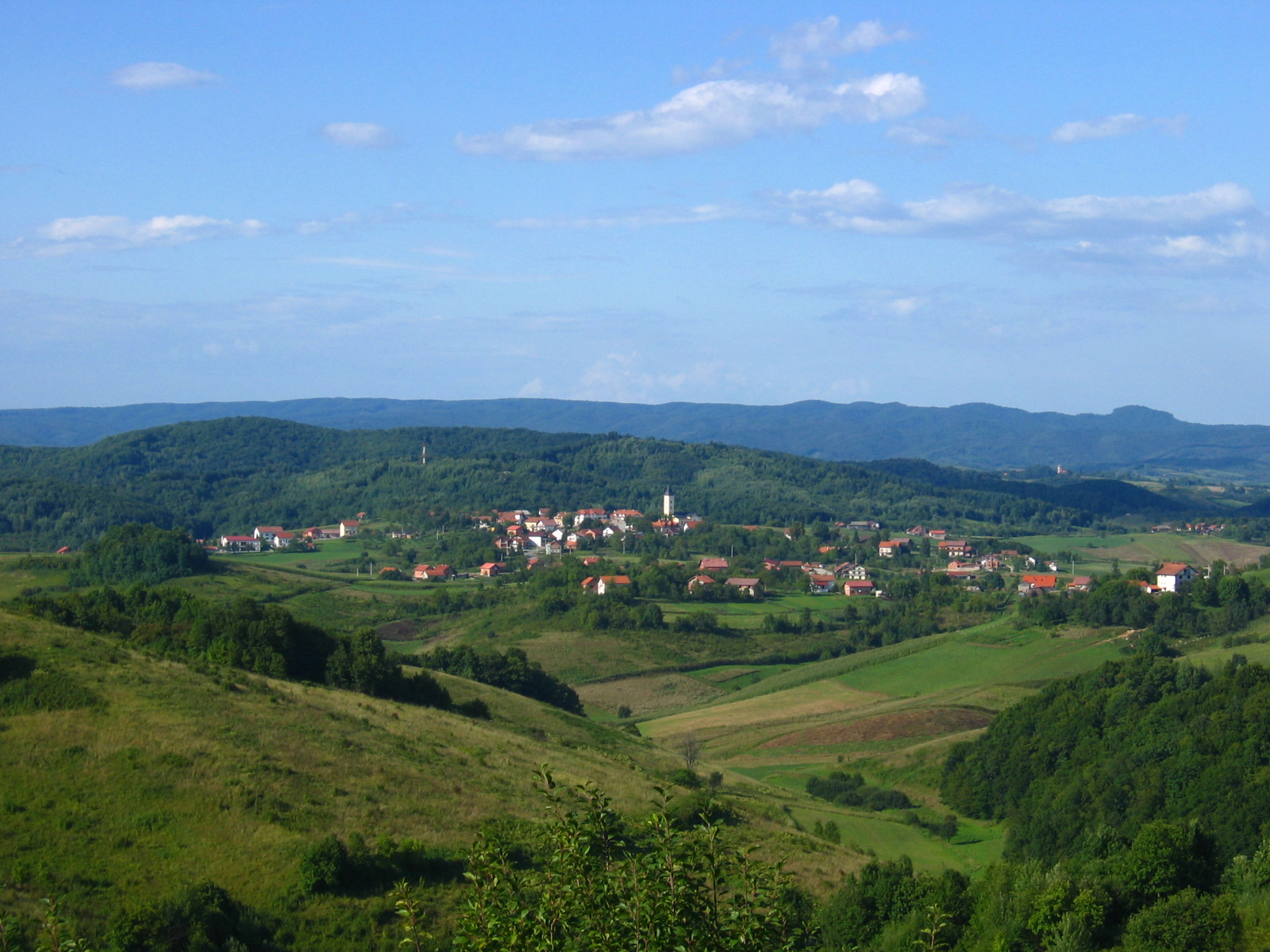
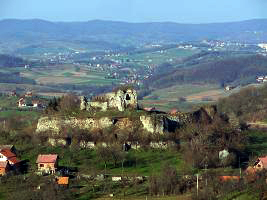

Steden (gradovi): Karlovac · Duga Resa · Ogulin · Ozalj · Slunj

Gemeenten (općine): Barilović · Bosiljevo · Cetingrad · Draganić · Generalski Stol · Josipdol · Kamanje · Krnjak · Lasinja · Netretić · Plaški · Rakovica · Ribnik · Saborsko · Tounj · Vojnić · Žakanje